# 가미쿠이시키촌

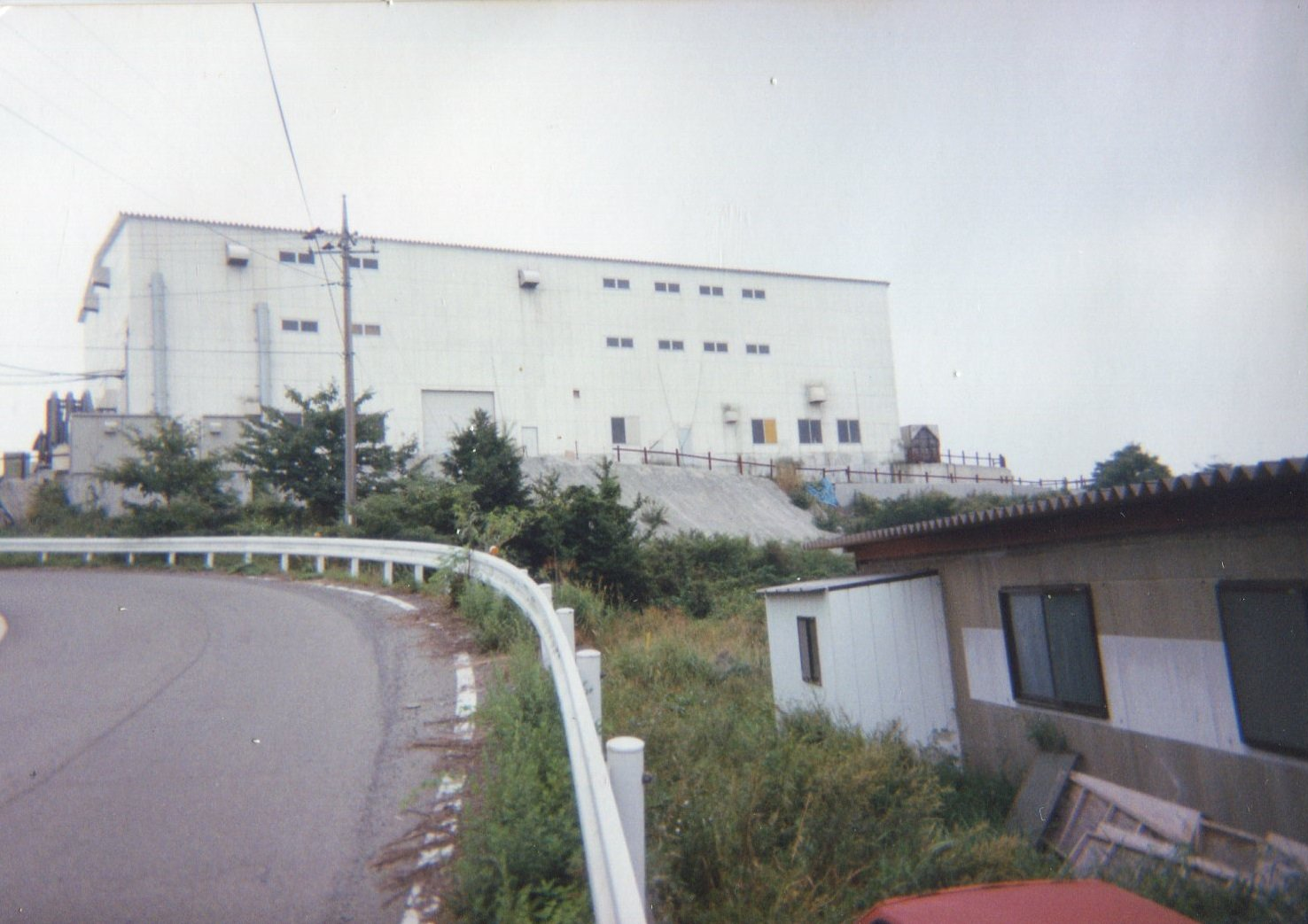
가미쿠이시키촌에 있던 옴진리교의 시설

가미쿠이시키촌(上九一色村)는 야마나시현 남부의 니시야쓰시로군(西八代郡)에 속하는 행정 구역이었다.
2006년 3월 1일 미나미쓰루군 후지카와구치코정에 편입되었다.

## 지리
히가시야쓰시로군 나카미치정 및 아시카와촌, 니시야쓰시로군 이치카와미사토정, 미나미코마군 미노부정, 미나미쓰루군 후지카와구치코정 및 나루사와촌, 시즈오카현 후지노미야시에 인접해 있다. 후지 산 북서쪽에 위치하며 후지 5호라고 불리는 5개 호수 가운데 쇼지 호(精進湖)와 모토스 호(本栖湖)가 있다.

## 역사
1989년부터 옴진리교가 종교 시설을 차례차례 건설하여 많은 신자들을 수용했다. 여기서 제조된 사린이 1994년 6월 27, 28일에 나가노현 마쓰모토시에서 살포, 또 1995년 3월 20일에 도쿄 지하철에서 살포되었다. 1995년 3월부터 종교 시설에 대한 수사가 실시되고 교주 아사하라 쇼코도 여기서 체포되었다. 이 일로 인해 가미쿠이시키 촌의 이름이 전국적으로 알려졌다.

## 분할과 편입 경위
메이지 시대부터 하나의 행정 구역이었던 가미쿠이시키 촌이지만, 북부 지역과 남부 지역은 주민들의 생활권이 다르고, 경찰서, 보건서 등 관공서의 관할도 달랐다. 그러므로 2006년 3월 1일, 행정 구역을 나누고 북부 지역은 고후시(甲府市)에, 남부 지역은 후지카와구치코정(富士河口湖町)에 각각 편입되었다. 1999년부터 2006년에 걸쳐 일본에서는 기초자치단체인 시정촌(市町村)의 통합이 전국적으로 진행되고 있으나 하나의 시정촌을 나누는 사례는 이밖에 없다. 고후시 와의 법정 합병 협의회에서는 중도 마을이 주민 투표 결과를 받아 이탈하고 아시카와촌도 동조하고 합병 협의는 붕괴했다. 또 남부에서도 "후지카와구치코정"의 명칭 결정에 불만을 가진 주민에 의한 합병의 재검토를 요구하는 청원이 있고 이것이 의회에서 채택된 뒤 마을 의회에서 전역에서 고후시와의 합병이 검토의 계기가 되었다.
마을 전체에서 고후 시와 합병은 남부 주민 사이에서 반대가 뿌리 깊고, 2004년 6월 10일 집계된 주민 앙케이트에서는 "고후 시와 합병"이 "분할하고, 북부는 고후시와 합병, 남부는 후지카와 구치코 정과 합병"을 웃돌았지만, 박빙이었기에 고후시장은 신중한 태도를 취하고 2004년 11월 28일"고후시와 전역 합병 여부"를 묻는 주민 투표 결과 표 차로 전역 합병을 단념했다.
그 후 남부에 대해서는 마을 의회는 나루사와 촌과 합병을 타진했지만, 마을이 합병하지 않을 방침을 계속 취했기 때문에 포기하고 후지카와 구치코 정과 합병 협의를 재개하게 되어 2005년 1월 4일에 가미 쿠이시키 이장이 후지카와 구치코 정에 합병 협의의 재개를 제의하고, 2005년 1월 31일 후지카와 구치코 정과 법정 협의회를 설치했다.
한편 북부에 대해서는 고후시와의 합병을 계속 검토했지만 고후시와의 합병 협의에서 이탈한 후 후에후키시와의 합병을 검토하고 있던 나카미치초가 주민 앙케이트 결과(「고후시와 합병특례법 기한 내에 합병」이 과반수)를 받아 가미쿠이시키촌 북부와 함께 고후시와의 합병을 재협의하게 되어 2005년 2월 2일에 고후시, 고후시·일색 마을 북부와 함께 고후시 합병을 다시 협의하게 되어
두 협의회 모두 합병기일을 2006년 3월 1일로 하기로 합의하고 세부 협의항목에 대해서는 과거 협의 실적이 있었기 때문에 순조롭게 협의가 진행되어 2005년 2월 28일에는 고후시·나카미치초·카미쿠이시키무라 북부, 3월 3일에는 후지카와구치코정과 가미쿠이시키촌 남부의 합병협정 조인식이 열렸다. 쌍방의 합병 관련 의안이 3월 16일까지 관계 각 시정촌 의회에서, 7월 6일에는 야마나시현 의회에서 가결되어 7월 29일에 총무대신이 관보에 고시한 것으로 인해, 헤세이의 대합병에서는 달리 예를 볼 수 없는 분합양용에 의한 시정촌 분할이, 정식으로 결정되었다.
쌍방 모두, 합병 후의 정자명에 구정촌명은 사용하지 않게 되었다. 이에 따라 옴진리교 사건으로 알려졌던 마을 이름도 2006년 2월까지 사라지게 되었다

## 교통

### 도로
- 국도 제139호선
- 국도 제300호선
- 국도 제358호선